# Primeira Conferência Geral do Episcopado Latino-Americano
A Primeira Conferência Geral do Episcopado Latino-Americano realizou-se no Rio de Janeiro de 25 de julho a 4 de agosto de 1955, no Colégio Sacré Coeur. 
A reunião eclesial fora convocada por iniciativa direta da Santa Sé. O organismo responsável por auxiliar o Vaticano na preparação do evento foi a CNBB, que havia sido criada em 1952 e teve como seu primeiro secretário, nesse período, Dom Hélder Câmara.
O Papa Pio XII enviou uma carta para ser lida na abertura da Conferência e que foi tomada como horizonte de orientação dos trabalhos dos bispos. Em seu texto, intitulado Ad Ecclesiam Christi, Pio XII faz um elogio à América Latina, afirmando acreditar que “dentro em pouco”, o continente Latino-Americano “possa achar-se em condições de responder, com vigoroso impulso, à vocação apostólica que a Providência divina” parece ter-lhe “designado”. Vocação essa de ocupar “lugar de destaque na nobilíssima tarefa de comunicar também a outros povos, no futuro, os ansiados dons da salvação e da paz”.
Participaram das sessões de trabalho no Colégio Sacré Coeur os cardeais latino-americanos, exceto os dois da Argentina, devido a impedimentos causados pelo regime peronista. Congregaram-se 37 arcebispos e 58 bispos, que representavam 66 arquidioceses, 218 dioceses, 33 prelazias, 43 vicariatos e 15 prefeituras apostólicas. No total, a Assembléia seria composta de representantes diretos de 23 países, 60 províncias, 350 circunscrições eclesiásticas e 150 milhões de católicos. 
Presidiu a Conferência como legado pontifício,  Adeodato Giovanni Cardeal Piazza, secretário da Sagrada Congregação Consistorial, auxiliado por Dom Antonio Samoré, secretário da Congregação para Assuntos Eclesiásticos Extraordinários. 
A Conferência do Rio de Janeiro teve como objetivo central de seu trabalho “o problema fundamental que aflige nossas nações, a saber: a escassez de sacerdotes”. “A Conferência estima que a necessidade mais premente da América Latina é o trabalho ardoroso, incansável e organizado em favor das vocações sacerdotais e religiosas, e faz, portanto fervoroso chamado a todos, sacerdotes, religiosos e fiéis, para que colaborem generosamente numa ativa e perseverante campanha vocacional”.
Os bispos clamam a que todo o povo fiel tome consciência sobre a gravidade do problema e pedem que se empreguem as armas da oração e do apostolado para enfrentá-lo. 
O ardente desejo da Conferência é que a obra de vocações sacerdotais seja considerada, em todas as dioceses, como obra fundamental, insubstituível, que deve preocupar a todos, e que merece uma atenção carinhosa e efetiva ajuda de todos. 
Outra preocupação assinalada pelos bispos foi a da instrução religiosa. Em conseqüência da escassez de sacerdotes, os conferencistas afirmam que falta aos povos latino-americanos a devida instrução, o que faz com que o tesouro da fé católica se veja ameaçado por numerosos inimigos, que tentam arrebatar a melhor herança da América Latina. 
Os bispos apontaram também na Conferência do Rio de Janeiro “a deplorável condição de vida material” em que vive a grande maioria dos povos latino-americanos, condição essa que “põe em perigo o bem-estar geral das nações e seu progresso, e repercute forçosa e inevitavelmente na vida espiritual dessa numerosa população”. “Não obstante a multidão de bens que a Providência tem depositado” na América Latina, “nem todos desfrutam efetivamente de tão rico tesouro”. Os conferencistas destacaram ainda atenção aos temas do intenso processo de industrialização, da colaboração dos leigos, da população indígena, das Missões, da imigração e do apostolado do mar.
No final da Conferência, os bispos pediram ao Papa Pio XII a criação de um organismo que congregasse os episcopados de cada nação e unisse forças da Igreja na América Latina. Esse pedido recebeu aprovação pontifícia no dia 2 de novembro de 1955, quando se erigia oficialmente o CELAM (Conselho Episcopal Latino-Americano), que teria sua sede em Bogotá, na Colômbia. Com o apoio e decidida animação do CELAM, entre os anos de 1956 a 1959 foi criada a maioria das Conferências Episcopais de cada país latino-americano. 